# Jesús Ruiz
Pour les articles homonymes, voir Jésus (prénom) et Ruiz.
Jesús Ruiz est un boxeur mexicain né le 2 janvier 1990 à Nogales dans l'État de Sonora.

## Carrière
Passé professionnel en 2006, il devient champion du Mexique des poids coqs en 2009. Le 17 janvier 2015, il affronte son compatriote Leo Santa Cruz pour le gain de la ceinture WBC des super-coqs mais s'incline par arrêt de l'arbitre au 8e round.